# Poecilasthena cisseres
Poecilasthena cisseres är en fjärilsart som beskrevs av Turner 1933. Poecilasthena cisseres ingår i släktet Poecilasthena och familjen mätare. Inga underarter finns listade i Catalogue of Life.